# Horace B. Carpenter
Pour les articles homonymes, voir Carpenter.
Horace B. Carpenter (Grand Rapids, Michigan, 31 janvier 1875 – Hollywood, Californie, 21 mai 1945), est un acteur, réalisateur et scénariste américain.

## Filmographie

### Années 1910
- 1913 : Les Aventures de Kathlyn (The Adventures of Kathlyn) de Francis J. Grandon
- 1914 : The Two Ordeals de Francis J. Grandon
- 1914 : The Bride of Lammermoor
- 1914 : A Colonel in Chains de Francis J. Grandon
- 1914 : The Attic Above d'E. Mason Hopper : James Brace, a Detective
- 1914 : Three Bags of Silver de Francis J. Grandon
- 1914 : The Garden of Brides de Francis J. Grandon
- 1914 : The Cruel Crown de Francis J. Grandon
- 1914 : The Spellbound Multitude de Francis J. Grandon
- 1914 : The Warrior Maid de Francis J. Grandon
- 1914 : The Forged Parchment de Francis J. Grandon
- 1914 : The King's Will de Francis J. Grandon
- 1914 : The Court of Death de Francis J. Grandon
- 1914 : The Man on the Box d'Oscar Apfel et Cecil B. DeMille : Ambassadeur russe
- 1914 : L'Appel du Nord (The Call of the North) d'Oscar Apfel et Cecil B. DeMille : Rand
- 1914 : The Virginian de Cecil B. DeMille : Spanish Ed
- 1914 : The Man from Home de Cecil B. DeMille : Ivanoff
- 1914 : The Ghost Breaker de Cecil B. DeMille : Carlos, Duc D'Alva
- 1915 : The Goose Girl (en) de Frederick A. Thomson : Torpete the Gypsy
- 1915 : The Country Boy (en) de Frederick A. Thomson : Merkle
- 1915 : Stolen Goods (en) de George Melford : French surgeon
- 1915 : L'Arabe, de Cecil B. DeMille : The Sheik
- 1915 : The Puppet Crown (en) de George Melford : Count Mallendorf
- 1915 : Un drame en Ouganda (en) de George Melford : McInnery
- 1915 : Carmen de Cecil B. DeMille : Pastia
- 1915 : Armstrong's Wife de George Melford : Police Inspector
- 1915 : Mr. Grex of Monte Carlo (en) de Frank Reicher : Mons. Pitou
- 1915 : The Unknown (en) de George Melford : Hotel Proprietor
- 1915 : The Golden Chance de Cecil B. DeMille : Steve Denby
- 1916 : Les Aventures de Kathlyn (The Adventures of Kathlyn) de Francis J. Grandon : Ramabai
- 1916 : The Blacklist de William C. de Mille : Sergius Maroff
- 1916 : La Passerelle (For the Defense) de Frank Reicher : Henri
- 1916 : The Sowers (en) de William C. de Mille : Chief of Secret Police
- 1916 : The Race de George H. Melford: A Mechanic
- 1916 : Maria Rosa de Cecil B. DeMille : Pedro
- 1916 : Sweet Kitty Bellairs de James Young : Captain Spicer
- 1916 : The Thousand-Dollar Husband de James Young : Lawyer Judson
- 1916 : The Clown de William C. de Mille : Circus Manager
- 1916 : The Selfish Woman (en) d'E. Mason Hopper : Mike
- 1916 : Common Ground (en) de William C. de Mille : Burke
- 1916 : Anton the Terrible (en) de William C. de Mille : General Stanovitch (Vera's father)
- 1916 : L'Héritière de la Hoorah (en) (The Heir to the Hoorah) de William C. de Mille : Bud Young
- 1916 : Anice, fille de ferme (The Plow Girl) de Robert Z. Leonard : M. Pantani
- 1916 : Jeanne d'Arc (Joan the woman) de Cecil B. DeMille : Jacques d'Arc
- 1917 : The Winning of Sally Temple (en) de George Melford : Oliver Pipe
- 1917 : Castles for Two (en) de Frank Reicher : Neough
- 1917 : The Cost of Hatred de George Melford : Ramon
- 1917 : The Jaguar's Claws (en) de Marshall Neilan
- 1917 : Ghost House de William C. de Mille : James Clancy
- 1917 : La Femme fardée (When a Man Sees Red) de Frank Lloyd
- 1917 : Nan of Music Mountain (en) de Cecil B. DeMille : McAlpin
- 1917 : Le Talisman (The Devil-Stone) de Cecil B. DeMille
- 1918 : Jules of the Strong Heart (en) de   Donald Crisp : Louis, the 'Red Fox'
- 1918 : One More American (en) de William C. de Mille : Mike Regan
- 1918 : Border Raiders de Stuart Paton : John Hardy
- 1919 : Terror of the Range (en) de Stuart Paton

### Années 1920
- 1923 : King's Creek Law de  Leo Maloney et Bob Williamson : The Sheriff
- 1924 : Headin' Through de  Leo Maloney et Bob Williamson : 'Pop' Hilder
- 1924 : L'étranger silencieux (The Silent Stranger) d'Albert Rogell : Sheriff Sam Hull
- 1924 : Shootin' Square : Dad Mason
- 1924 : Lightnin' Jack : Shériff Higgins
- 1924 : Travelin' Fast : Shériff Ted Clark
- 1928 : Texas Tommy de J. P. McGowan
- 1929 : Bullets and Justice : le père de Molly
- 1929 : False Fathers d'Horace B. Carpenter
- 1929 : Bride of the Desert de Duke Worne : Sheriff
- 1929 : Riders of the Rio Grande (en) : Dan Steelman
- 1929 : West of the Rockies d'Horace B. Carpenter : Senor de la Costa

### Années 1930
- 1930 : Le Tigre de l'Arizona (The Arizona Kid) d'Alfred Santell : Jake Grant
- 1930 : South of Sonora de Jacques Jaccard : Mr. Carter
- 1930 : The Apache Kid's Escape de Robert J. Horner (en) : Larry Wilson (Jane's dad)
- 1931 : Trails of the Golden West de Leander de Cordova
- 1931 : Wild West Whoopee de Robert J. Horner (en)
- 1931 : Riders of the North (en) de J. P. McGowan : Bartender
- 1931 : Pueblo Terror d'Alan James : Sheriff
- 1931 : Partners of the Trail de Wallace Fox : Skeets Briggs
- 1932 : Mark of the Spur de J. P. McGowan : Doc
- 1932 : Riders of the Desert (en) de Robert N. Bradbury : Jim Reynolds, Ranger Captain
- 1932 : Fighting for Justice (en) d'Otto Brower : Townsman
- 1932 : Out of Singapore de Charles Hutchison : Captain Smith
- 1932 : Outlaw Justice d'Armand Schaefer : Drunk
- 1932 : Young Blood de Phil Rosen : Townsman Joe
- 1932 : Renegades of the West de  Casey Robinson : Townsman
- 1932 : Le Signe de la croix (The Sign of the Cross) de Cecil B. DeMille
- 1932 : Lucky Larrigan de J.P. McCarthy : Townsman
- 1932 : The Galloping Kid de Robert Emmett
- 1933 : When a Man Rides Alone de J. P. McGowan : Doctor
- 1933 : Breed of the Border de Robert N. Bradbury : Dr Bates
- 1933 : Phantom Thunderbolt d'Alan James : Old townsman querying Nevady
- 1933 : The Dude Bandit (en) de George Melford : 'Doc' Petit
- 1933 : The Lone Avenger d'Alan James : John (vigilante member)
- 1933 : Trailing North (en) de John P. McCarthy : Man at Ranger Station
- 1933 : King of the Arena d'Alan James : Town merchant
- 1933 : The Fiddlin' Buckaroo de Ken Maynard : Train agent
- 1933 : The Fighting Parson de Harry Fraser : Citizen Jones
- 1933 : The Trail Drive d'Alan James : Pete's Father
- 1933 : The Wolf Dog (en) de Colbert Clark et Harry L. Fraser : Cafe cook
- 1933 : Les Cavaliers du destin (Riders of Destiny) de Robert N. Bradbury : Rancher
- 1933 : Gun Justice d'Alan James : Miner
- 1933 : The Mystery Squadron (en) de Colbert Clark et David Howard : Express agent [Ch. 3]
- 1933 : The Big Race de Fred Newmeyer : Race Track Man
- 1934 : Range Riders de Victor Adamson : 'Dad' Sutton
- 1934 : Maniac (en) de Dwain Esper : Dr Meirschultz
- 1934 : À l'ouest des montagnes (West of the Divide) de Robert N. Bradbury : Cattle Buyer Hornsby
- 1934 : Wheels of Destiny de Alan James : Joe
- 1934 : The Pecos Dandy de Victor Adamson et Horace B. Carpenter
- 1934 : Fighting to Live d'Eddie Cline: Gilmore
- 1934 : Panique à Yucca City (Blue Steel) de Robert N. Bradbury : Townsman
- 1934 : Randy le solitaire (Randy Rides Alone) de Harry L. Fraser : Ed Rogers
- 1934 : Smoking Guns d'Alan James : Host at dance
- 1934 : Burn 'Em Up Barnes (en) de Colbert Clark et Armand Schaefer : Irate Customer [Ch. 6]
- 1934 : The Man from Hell (en) de Lew Collins : Townsman
- 1934 : Le Démon noir (en) (Law of the Wild) de B. Reeves Eason et Armand Schaefer : Townsman [Chs. 1, 6]
- 1934 : Cléopâtre (Cleopatra) de Cecil B. DeMille
- 1934 : Tailspin Tommy (en) : Postmaster Jed Purdy [Chs. 1, 12]
- 1934 : In Old Santa Fe de David Howard : Guest
- 1934 : La Femme fardée (When a Man Sees Red) d'Alan James : Jim (Station Agent)
- 1935 : Rustlers of Red Dog de Lew Landers : Medford - Chs. 1-3, 9, 11-12
- 1935 : The Lone Bandit de J. P. McGowan : Townsman
- 1935 : Desert Mesa de Al James : Ed Calder
- 1935 : Tailspin Tommy in The Great Air Mystery (en) de  Ray Taylor : Townsman [Ch. 1]
- 1935 : Smokey Smith (en) de Robert N. Bradbury : Dad Smith
- 1935 : Sunset Range (en) de Ray McCarey : Joe Jackson (Bartender)
- 1935 : Stone of Silver Creek de Nick Grinde : Church Member
- 1935 : Le Cavalier miracle (The Miracle Rider) de B. Reeves Eason et Armand Schaefer : Townsman [Ch. 6]
- 1935 : The Outlaw Deputy (en) d'Otto Brower : Deacon
- 1935 : The Roaring West (en) de Ray Taylor : Burke (land agent) (chap. 12)
- 1935 : L'Elixir du docteur Carter (Paradise Canyon) de Carl Pierson : Blacksmith
- 1935 : Outlawed Guns de Ray Taylor : Hank
- 1935 : Western Frontier d'Albert Herman : Townsman
- 1935 : Man from Guntown de Ford Beebe : Townsman
- 1935 : Le Chant du Far West (Tumbling Tumbleweeds) de Joseph Kane : Town Drunk
- 1935 : Condemned to Live (en) de Frank R. Strayer : Villager
- 1935 : Between Men (en) de Robert N. Bradbury : Doctor
- 1935 : Lawless Range de Robert N. Bradbury : Clem
- 1935 : Lawless Riders (en) de Spencer Gordon Bennet : Barfly
- 1936 : The Irish Gringo de William C. Thompson : Taggert, the old Miner
- 1936 : The Broken Coin d'Albert Herman
- 1936 : Black Gold de Russell Hopton : Tom
- 1936 : The Lawless Nineties de Joseph Kane : Dynamite thrower
- 1936 : Bridge of Sighs de Phil Rosen : Juror
- 1936 : Lucky Terror (en) d'Alan James : The Prosecutor
- 1936 : Border Caballero (en) de Sam Newfield : Spectator
- 1936 : Vallée de la Rivière Rouge (en) (Red River Valley) de William Reeves Easton : Construction Worker
- 1936 : La Rivière écarlate (King of the Pecos) de Joseph Kane : Spectator
- 1936 : Desert Phantom : Townsman
- 1936 : Rogue of the Range : Lem (blacksmith)
- 1936 : Last of the Warrens (en) : Doctor
- 1936 : La Chevauchée solitaire (The Lonely Trail) : Wagon loader
- 1936 : Marihuana : Bartender
- 1936 : The Fugitive Sheriff (en) de Spencer Gordon Bennet : Parade Leader
- 1936 : La Ville fantôme (Winds of the Wasteland) de Mack V. Wright : Settler with sick child
- 1936 : West of Nevada : Cafe Diner
- 1936 : The Crooked Trail : The Parson
- 1936 : Oh, Susanna! de Joseph Kane : Sage City Townsman / Autry Fan
- 1936 : Romance Rides the Range : Audience member
- 1936 : The Unknown Ranger : Elder rancher
- 1936 : Jeunesse perdue (Dodsworth) : Motor company employee
- 1936 : Cavalcade of the West : Townsman
- 1936 : Cavalry (en) : Connor
- 1936 : Ghost-Town Gold (en) de Joseph Kane : Townsman
- 1936 : Timber War : Logger
- 1936 : The Big Show de Mack V. Wright : Studio gateman
- 1937 : Battle of Greed : Court Spectator
- 1937 : Ranger Courage : Town marshal
- 1937 : Le Petit Bagarreur (Hoosier Schoolboy) de William Nigh
- 1937 : The Gun Ranger (en) : Joe
- 1937 : Sandflow : Townsman
- 1937 : Git Along, Little Dogies (en) de Joseph Kane : Clem
- 1937 : Trail of Vengeance (en) de Sam Newfield : Second Rancher
- 1937 : Lawless Land : Judge
- 1937 : Bar-Z Bad Men : Townsman
- 1937 : Gunsmoke Ranch (en) de Joseph Kane : Joe Larkin
- 1937 : The Law Commands : Jason, lead farmer
- 1937 : Michael O'Halloran : Skipper
- 1937 : Gun Lords of Stirrup Basin : Minister
- 1937 : Hollywood Cowboy : Rancher
- 1937 : Caravane de l'enfer (The Painted Stallion) : Wagoneer [Chs. 1, 6]
- 1937 : Border Phantom : Old Timer from Saloon
- 1937 : North of the Rio Grande : Juror
- 1937 : Range Defenders (en) de Mack V. Wright : Pete
- 1937 : Flying Fists : Health Camp Man
- 1937 : Wild West Days (en) : Settler [Ch. 1]
- 1937 : Doomed at Sundown : Lew Sprague
- 1937 : Riders of the Dawn de Robert N. Bradbury : State Official
- 1937 : Red Rope : Townsman
- 1937 : Rustlers' Valley (en) de Nate Watt : Party Guest
- 1937 : Trailing Trouble : Elder ranch hand
- 1937 : On Such a Night : Flood Refugee
- 1937 : Arizona Gunfighter : Jim (man with Mr. Ferron)
- 1937 : Law for Tombstone (en)  de Buck Jones et B. Reeves Eason : Court attorney
- 1937 : Where Trails Divide : Mr. Blackman
- 1937 : The Colorado Kid : Bartender
- 1937 : The Mysterious Pilot : Townsman
- 1938 : Paroled - To Die : Bartender
- 1938 : West of Rainbow's End : Tom
- 1938 : Cattle Raiders : Townsman
- 1938 : Port of Missing Girls : Bartender
- 1938 : King of the Newsboys (en) : Fisherman
- 1938 : The Last Stand (en) de Joseph H. Lewis : Cattleman
- 1938 : Call of the Rockies (en) d'Alan James : Townsman
- 1938 : Outlaws of Sonora (en) de George Sherman : Murdered Storekeeper
- 1938 : The Feud Maker : Townsman
- 1938 : Phantom Ranger
- 1938 : Joaquin Murrieta : The Auctioneer
- 1938 : Outlaw Express (en) de George Waggner : Land agent
- 1938 : West of Cheyenne : Townsman
- 1938 : Bill Hickok le sauvage (The Great Adventures of Wild Bill Hickok) : Texan [Ch. 1]
- 1938 : Flaming Frontiers (en) : Witness [Ch. 7]
- 1938 : Rollin' Plains : Hank Tomlin
- 1938 : Pride of the West (en) de Lesley Selander : Townsman
- 1938 : Panamint's Bad Man : Gambler
- 1938 : Prison Break : Tuna Fisherman at party
- 1938 : The Utah Trail : Barfly
- 1938 : Man from Music Mountain (en) de Joseph Kane : Land buyer
- 1938 : Starlight Over Texas : Bartender
- 1938 : The Stranger from Arizona : Cafe patron
- 1938 : Rhythm of the Saddle (en) de George Sherman : Rodeo judge #2
- 1938 : Come On, Rangers : Man in Bank
- 1938 : Santa Fe Stampede : Townsman
- 1938 : Strange Case of Dr. Meade
- 1938 : Ghost Town Riders (en) de George Waggner : Gives directions
- 1939 : The Phantom Stage (en) de George Waggner : Man who reports robbery
- 1939 : Texas Stampede : Townsman
- 1939 : Sunset Trail (en) de Lesley Selander : Townsman
- 1939 : The Lone Ranger Rides Again de William Witney et John English : In lynch mob [Ch. 1]
- 1939 : Trigger Smith : Townsman
- 1939 : Les Conquérants (Dodge City) : Train passenger
- 1939 : Frontier Pony Express : St. Jo Townsman
- 1939 : Spoilers of the Range : Townsman
- 1939 : The Oregon Trail (en) de Ford Beebe et Saul A. Goodkind : Pioneer at wagon train camp [Ch. 2]
- 1939 : Outpost of the Mounties : Trapper
- 1939 : The Taming of the West (en) : Townsman
- 1939 : Rovin' Tumbleweeds de George Sherman : Radio listener
- 1939 : Saga of Death Valley (en) de Joseph Kane : Man at party
- 1939 : Days of Jesse James (en) de Joseph Kane : Townsman

### Années 1940
- 1940 : Santa Fe Marshal (en) de Lesley Selander : Old timer Sam
- 1940 : Le Fantôme du cirque (The Shadow) de James W. Horne
- 1940 : Rancho Grande (en) de Frank McDonald : Justice of the Peace
- 1940 : L'Escadron noir (Dark Command) : Townsman
- 1940 : Two Gun Sheriff : Townsman
- 1940 : Young Buffalo Bill (en) : Barfly
- 1940 : One Man's Law : Townsman
- 1940 : Winners of the West (en) de Ford Beebe et Ray Taylor : Barfly [Chs. 3, 5]
- 1940 : Les Déracinés (Three Faces West) : White-Haired Farmer in Oregon
- 1940 : The Golden Trail : Miner
- 1940 : Deadwood Dick (en) de James W. Horne : Older Townsman [Various Chs.]
- 1940 : Correspondant 17 (Foreign Correspondent) : Bit part
- 1940 : The Trail Blazers : Walters
- 1941 : L'Aigle blanc (en) (White Eagle) de Carlos Hugo Christensen : Townsman
- 1941 : Desert Bandit de George Sherman : Barfly
- 1941 : Wrangler's Roost (en) de S. Roy Luby (en) : Church member
- 1941 : The Son of Davy Crockett (en) de Lambert Hillyer : Rancher
- 1941 : Thunder Over the Prairie (en) de Lambert Hillyer
- 1941 : The Lone Rider in Frontier Fury : Saloon patron
- 1941 : Bad Man of Deadwood : Medicine Show Spectator
- 1941 : Gauchos of El Dorado : Townsman
- 1941 : The Lone Rider Fights Back : Saloon patron
- 1941 : Go West, Young Lady : Barfly
- 1941 : Billy the Kid's Round-up : Townsman
- 1941 : Mr. District Attorney in the Carter Case : Second Stage Doorman
- 1942 : West of Tombstone (en) : Thinks Billy is alive
- 1942 : Billy the Kid Trapped : Barfly
- 1942 : Arizona Round-Up : Rancher
- 1942 : The Bashful Bachelor (en) de Malcolm St. Clair : Search Party Member
- 1942 : Les Loups du désert (Westward Ho) de Robert N. Bradbury : Townsman
- 1942 : Rolling Down the Great Divide
- 1942 : Where Trails End : Rancher George Kent
- 1942 : Sacramento (In Old California) : Townsman in mob
- 1942 : The Lone Rider in Texas Justice : Man in lynch mob
- 1942 : Sons of the Pioneers (en) de Joseph Kane : Rancher
- 1942 : Joan of Ozark : Mountain Man
- 1942 : Prairie Gunsmoke : Rancher
- 1942 : Hillbilly Blitzkrieg : Townsman
- 1942 : Shadows on the Sage (en) de Lester Orlebeck (en) : Townsman
- 1942 : Overland Mail (en) de Ford Beebe et John Rawlins : Post Defender [Ch. 3]
- 1942 : West of the Law (en) : Barfly
- 1942 : Outlaws of Pine Ridge : Saloon patron
- 1942 : Heart of the Golden West (en) : Townsman
- 1942 : The Valley of Vanishing Men (en) de Spencer Gordon Bennet : Outlaws' Cook [Ch.7]
- 1942 : Dawn on the Great Divide (en) : Townsman
- 1943 : Carson City Cyclone (en) : Night watchman
- 1943 : Un commando en Bretagne (Assignment in Brittany) : Yves
- 1943 : The Ghost Rider : Talkative Old-Timer
- 1943 : Calling Wild Bill Elliott : Rancher
- 1943 : Journey to Yesterday : Dr Carlos J. Finlay
- 1943 : The Return of the Rangers (en) d'Elmer Clifton : Townsman
- 1943 : Silver City Raiders (en) : Rancher
- 1943 : The Texas Kid : Rancher
- 1943 : Klondike Kate (en) de William Castle : Townsman
- 1943 : Whispering Footsteps (en) : Loan Customer
- 1944 : Pride of the Plains de Wallace Fox : Townsman
- 1944 : Career Girl : Stage Doorman
- 1944 : Westward Bound : Dr Bernard Adrian
- 1944 : Beneath Western Skies de Spencer Bennet : Elder Townsman
- 1944 : Frontier Outlaws : Barfly
- 1944 : Mojave Firebrand : Town Banker
- 1944 : Hidden Valley Outlaws (en) d'Howard Bretherton : Train Passenger
- 1944 : Sonora Stagecoach (en) : Doc Brady
- 1944 : Showboat du Texas (en) (The Yellow Rose of Texas) de Joseph Kane : Townsman
- 1944 : Range Law : Jailer
- 1944 : Les Pillards de la ville fantôme (Raiders of Ghost City) : Poker Player [Ch. 2]
- 1944 : Fuzzy Settles Down : Red Rock Townsman in office
- 1944 : Marshal of Reno (en) de Wallace Grissell : Townsman
- 1944 : Call of the Rockies de Lesley Selander : Miner
- 1944 : Return of the Ape Man : Theater watchman
- 1944 : Silver City Kid (en) de John English : Townsman in Stoner's office
- 1944 : Cheyenne Wildcat : Townsman
- 1944 : Code of the Prairie de Spencer Bennet : Townsman Jim
- 1944 : Law of the Valley (en) : Luke Stone
- 1944 : Sheriff of Sundown : Rancher
- 1944 : Vigilantes of Dodge City : Jeff Moore
- 1944 : Zorro le vengeur masqué (Zorro's Black Whip) : Townsman [Chs. 3-4, 8, 12]
- 1944 : Firebrands of Arizona de Lesley Selander : Townsman
- 1944 : La Belle de l'Alaska (Belle of the Yukon)
- 1945 : The Topeka Terror (en) : Townsman
- 1945 : Great Stagecoach Robbery : Townsman
- 1945 : Gun Smoke : Man in Pawnee
- 1945 : Sheriff of Cimarron : Townsman
- 1945 : Utah : Station agent
- 1945 : Corpus Christi Bandits : Townsman
- 1945 : The Master Key (en) de Lewis D. Collins et Ray Taylor : Man on Street
- 1945 : Stranger from Santa Fe : Townsman
- 1945 : The Lone Texas Ranger : Mr. Hill
- 1945 : Santa Fe Saddlemates : Town Lamplighter
- 1945 : The Gangster's Den : Barfly
- 1945 : Flame of the West : Barfly
- 1945 : The Chicago Kid : Elderly Man
- 1945 : The Man from Oklahoma : Townsman
- 1945 : Piste de l'Oregon (Oregon Trail) : Frank (express agent)
- 1945 : Hitchhike to Happiness : Stage Doorman
- 1945 : Le Grand Bill (Along Came Jones) de Stuart Heisler : vieil homme au saloon
- 1945 : Bandits of the Badlands : Postman Jess
- 1945 : Outlaws of the Rockies (en) : Townsman
- 1945 : Colorado Pioneers : Townsman
- 1945 : Frontier Feud : Barfly
- 1945 : The Lonesome Trail : Rancher
- 1946 : Sun Valley Cyclone : Townsman

### Comme réalisateur
- 1925 : Desperate Odds
- 1925 : Sagebrush Lady
- 1925 : Flashing Steeds
- 1925 : Fangs of Fate
- 1926 : Lucky Spurs
- 1926 : The Lovin' Fool
- 1926 : The Last Chance
- 1926 : Western Trails (en)
- 1927 : Just Travelin'
- 1929 : Flashing Spurs

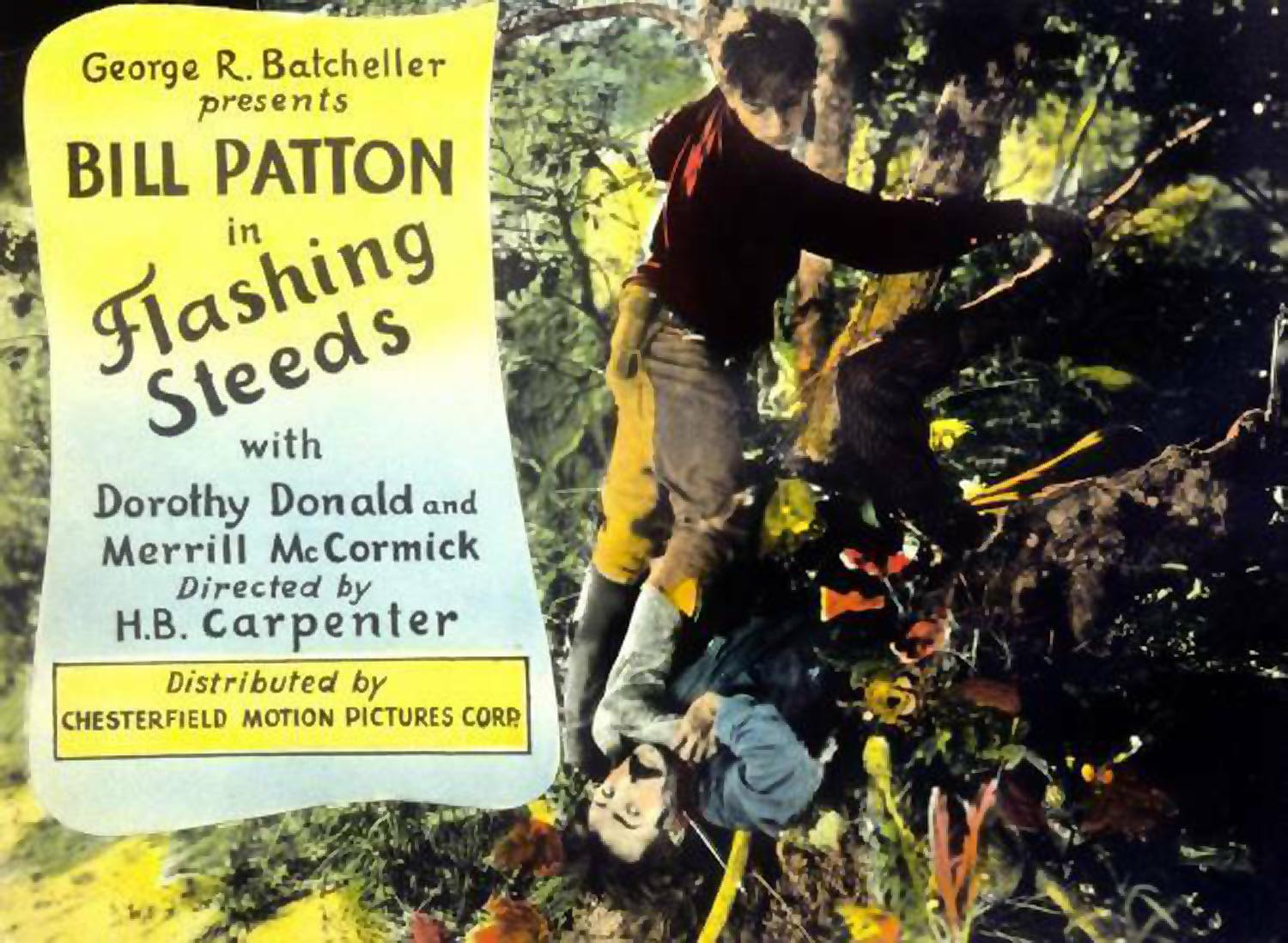
Affiche de Flashing Steeds (1925).

- 1929 : Le Tigre de l'Arizona (The Arizona Kid)
- 1929 : False Fathers
- 1929 : Texas Battler
- 1929 : West of the Rockies
- 1934 : The Pecos Dandy

### Comme scénariste
- 1925 : Fangs of Fate